# Готический доспех

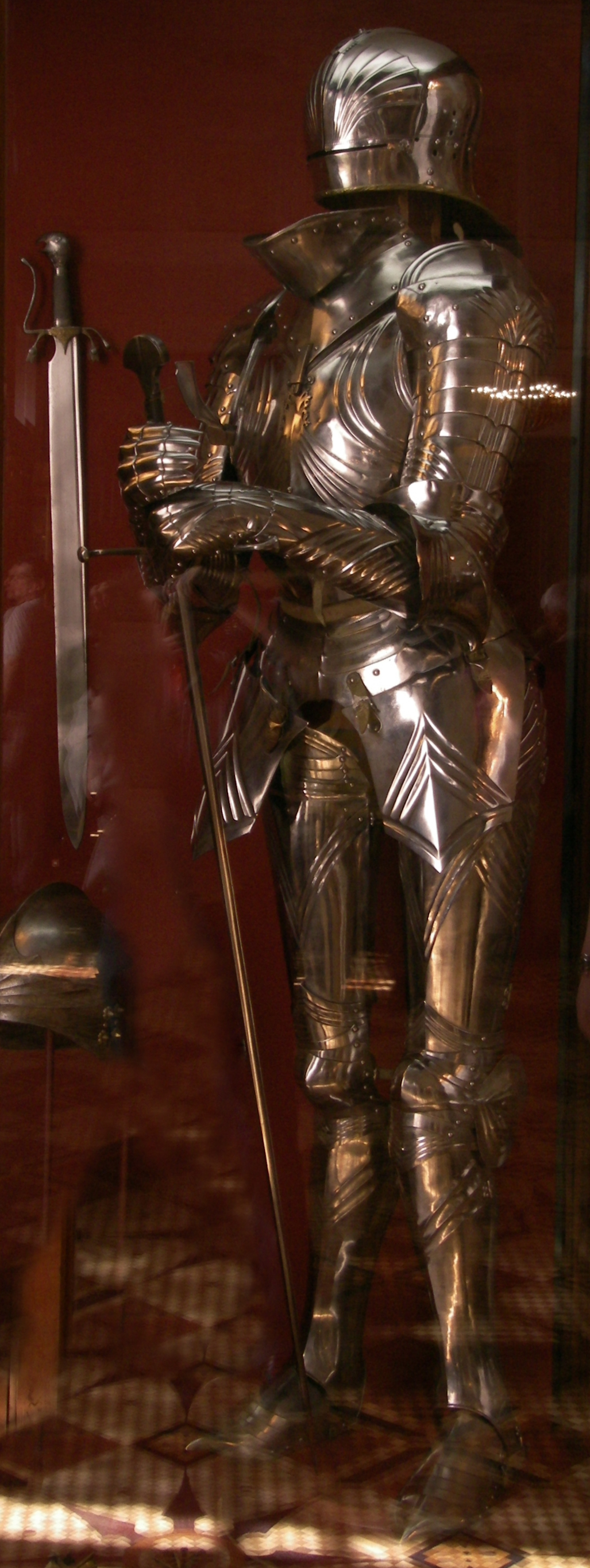
Готический доспех, Германия, Аугсбург, конец XV в. Мастер Лоренц Хельшмидт. Эрмитаж, Санкт-Петербург

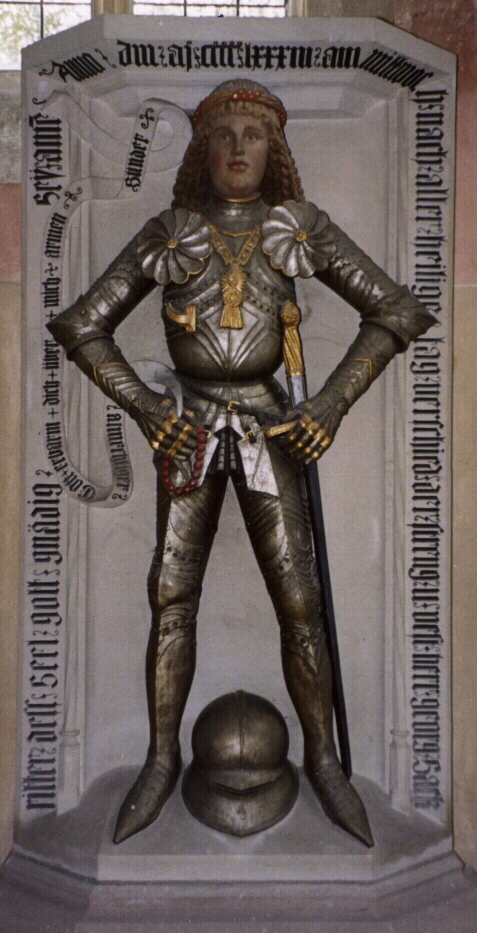
Низкая готика

Готический доспех — германский доспех второй половины XV века, характерной особенностью которого являются острые углы, особенно заметные на налокотниках, сабатонах (латной обуви) и перчатках, а также шлем — салад, в вариантах без гребня, очертаниями очень похожий на германскую каску.

## Описание
Как правило, данный тип доспеха имел бросающееся в глаза гофрирование и рифление, которые повышали прочность доспеха в качестве рёбер жёсткости. Другой особенностью доспеха, которая не бросается в глаза, было то, что данный доспех был сконструирован так, чтобы обеспечить максимальную свободу движений, так, например, кираса имела конструкцию, позволяющую свободно сгибаться и разгибаться. Исключением были лишь полуперчатки-полурукавицы некоторых доспехов, лучше защищающие пальцы, чем перчатка, но более подвижные, чем рукавица, в которых большие фаланги четырёх пальцев руки состояли из одной рельефной пластины, при том, что остальные фаланги могли двигаться свободно .
Иногда данный тип доспеха называют германской готикой, а современный ему миланский доспех — итальянской готикой, на основании того, что за пределами Германии и Италии порой смешивали итальянские и германские части доспехов (особенно часто так делали в Англии), получая доспех, имеющий смешанные черты. Аргументом против такого использования терминологии является то, что миланский доспех существовал (с небольшими конструктивными изменениями) и до, и после готического доспеха (готический доспех существовал с середины XV века, и в первые годы XVI века — до появления максимилиановского доспеха, а миланский доспех с конца XIV века и продолжал носиться в начале XVI века).
По стилю готический доспех делится на высокую и низкую готику, а также на позднюю и раннюю.
Про некоторые заблуждения :
- Некоторые ошибочно полагают, что для готического доспеха характерно отсутствие набедренных щитков (tassets), но на самом деле это особенность наиболее известных образцов — существуют менее известные образцы готических доспехов, у которых tassets не утеряны.
- Обычно считают, что для высокой готики обязательно обильное рифление, но встречаются образцы высокой готики, имеющие характерный силуэт высокой готики, но не имеющие рифления (в частности такие встречаются как среди выкованных Пруннером, так и среди выкованным Хельмшмидтом, которые были в то время одними из известнейших кузнецов-доспешников).
- Поздняя готика и высокая готика — не одно и то же, дешёвые образцы поздней готики порой имеют признаки низкой готики.

## Как носили доспех
Рыцарский готический доспех состоял из десятков элементов и весил 25-35 кг, его вес распределялся по всему телу, поэтому не мешал свободно двигаться рыцарю, также самостоятельно садиться на коня. Доспех практически не пропускал воздух, поэтому в нём было очень жарко и очень часто рыцари на полях сражений погибали не от полученных ранений, а от удушья. Некоторые части доспехов делались ламеллярными для большей подвижности. Однако ограниченная подвижность рыцаря в доспехах, не защищала его от удара копья, особенно от переломов шеи .